# Uhus
Die Uhus (Bubo) sind eine Vogelgattung aus der Familie der Eigentlichen Eulen (Strigidae). Nach molekularbiologischen Befunden muss auch die Schneeeule (B. scandiacus), früher in der Gattung Nyctea, zu dieser Gattung gestellt werden. Die von König und Weick vorgenommene Zuordnung der Fischuhus (Ketupa) zu dieser Gattung wird heute nicht mehr akzeptiert.

## Aussehen
Die Uhus sind große Eulen, die kräftige Krallen sowie – von der Schneeeule abgesehen – auffällige Federohren haben. Die Läufe und Zehen sind bei einigen Arten befiedert, bei anderen kahl. Am stärksten ausgeprägt sind befiederte Läufe und Krallen bei der Schneeeule. Die größte Art ist der auch in Mitteleuropa vorkommende Uhu, dessen größte Unterart der in Sibirien lebende Sibirische Uhu (B. bubo sibiricus) ist, der bis zu über 80 cm Körperlänge und bis zu 1,80 m Flügelspannweite erreichen kann.

## Verbreitung
Mit Ausnahme der Südpolarregion sowie von Australasien und einigen pazifischen Inseln sind Uhus weltweit verbreitet. Die Gattung ist mit den meisten Arten in Asien und Afrika verbreitet. In Europa kommen nur der Uhu (B. bubo) und im äußersten Norden die Schneeeule (B. scandiacus) vor. Die beiden einzigen rein amerikanischen Arten Virginia-Uhu (B. virginianus) und Magellanuhu (B. magellanicus) sind mit der auch in Nordamerika vorkommenden Schneeeule näher verwandt.
Die verschiedenen Uhu-Arten bewohnen dabei eine Vielzahl unterschiedlichster Habitate. Dazu zählen tropische Regenwälder, Tundren, boreale Wälder, Wüsten, Bergregionen und Mangroven-Dickichte. Voraussetzung für eine Habitat-Besiedelung sind lediglich einige Bäume oder Felsvorsprünge, in deren Schutz sie brüten und rasten können.

## Arten
Die Gattung umfasst elf Arten.
- Uhus (Bubo)
  - Untergattung Nyctea
    - Schneeeule (B. scandiacus)

  - Untergattung Bubo
    - Virginiauhu (B. virginianus)
    - Magellanuhu (B. magellanicus)
    - Uhu (B. bubo)
    - Wüstenuhu (B. ascalaphus)
    - Bengalenuhu (B. bengalensis)
    - Kapuhu (B. capensis)
    - Fleckenuhu (B. africanus)
    - Grauuhu (B. cinerascens)
    - Usambara-Uhu (B. vosseleri)
    - Riesen-Fischuhu (B. blakistoni)

  - Manchmal werden die Fischeulen der Gattung Scotopelia auch der Gattung Bubo zugeordnet:
    - Bindenfischeule (B. peli)
    - Rotrücken-Fischeule (B. ussheri)
    - Marmorfischeule (B. bouvieri)

## Belege

### Einzelbelege
1. ↑  König et al., S. 317.
2. 1 2  F. Gill & D. Donsker (Eds) 2023: IOC World Bird Names (Version 13.1g). (Online, abgerufen am 14. Februar 2023)